# Hartwell, Georgia
Hartwell är administrativ huvudort i Hart County i Georgia. Orten har fått namn efter Nancy Hart som deltog i amerikanska frihetskriget. Vid 2010 års folkräkning hade Hartwell 4 469 invånare.